# Гаспарян, Вачаган Арсенович
Вачаган Арсенович Гаспарян — советский хозяйственный и государственный деятель, Герой Социалистического Труда.

## Биография
Родился в 1923 году в селе Гёзалдара Нижняя Новобаязетского уезда ССР Армении ( с 1945 года - Варденик). Член КПСС.
Участник Великой Отечественной войны
В 1946—1983 — полевод, бригадир полеводческой бригады, председатель профкома колхоза села Варденик Мартунинского района Армянской ССР.
Указом Президиума Верховного Совета СССР от 30 апреля 1966 года присвоено звание Героя Социалистического Труда с вручением ордена Ленина и золотой медали «Серп и Молот».
Делегат XXIII съезда КПСС.
Умер после 1987 года в Армении.

## Награды и звания
- Герой Социалистического Труда (30.04.1966)
- Орден Ленина (30.04.1966)
- Орден Отечественной войны I степени (21.02.1987)
- Орден Трудового Красного Знамени (08.04.1971)
- Орден Знак Почёта (12.12.1973)
- Медаль «За отвагу» (15.02.1968)